# Mezinárodní letiště Komacu
Letiště Komacu (japonsky 小松飛行場, IATA: KMQ, ICAO: RJNK) je mezinárodní letiště u města Komacu v prefektuře Išikawa v Japonsku. Leží ve vzdálenosti blízko pobřeží Japonského moře a kromě Komacu slouží především také Kanazawě, hlavnímu městu celé prefektury Išikawa, a Fukui, hlavnímu městu jižně ležící prefektury Fukui. Je největším letiště celé oblasti Hokuriku.
Letiště má jedinou vzletovou a přistávací dráhu, kterou navíc sdílí s leteckou základnou Komacu Japonských vzdušných sil sebeobrany. Pojezdové dráhy na přímořské, severozápadní straně jsou civilní, zatímco na vnitrozemské, jihovýchodní jsou vojenské.
Letiště vzniklo za druhé světové války jako letecká základna pod hlavičkou Japonského císařského námořnictva. Dvě vzletové a přistávací dráhy byly dokončeny v roce 1944. Po kapitulaci Japonska jej převzaly do správy Ozbrojené síly Spojených států amerických, které zde provozovaly především radar. V roce 1958 převzalo letiště zpět japonské letectvo.